# Fractie van de Zwitserse Volkspartij in de Bondsvergadering
De Fractie van de Zwitserse Volkspartij in de Bondsvergadering (Duits: Fraktion der Schweizerischen Volkspartei der Bundesversammlung (V), Frans: Groupe de l'Union démocratique du centre de l'Assemblée fédérale (V), Italiaans: Gruppo dell'Unione democratica di Centro l'Assemblea federale (V)), is de conservatieve fractie in de Zwitserse Bondsvergadering.

## Fractie
De Fractie van de Zwitserse Volkspartij telt in totaal 59 zetels in de Bondsvergadering. De fractie bestaat uit twee partijen:
- Zwitserse Volkspartij (SVP/UDC/UDC/PPS)
- Lega dei Ticinesi (Lega)

## Positionering
De fractie van de Zwitserse Volkspartij is een conservatieve en populistische fractie. Het is de grootste fractie in de Bondsvergadering.

## Fractieleiding
De fractiepresident is Casper Baader (BL/NR). Vicepresidenten zijn Yvette Estermann (LU/NR), Jean-François Rime (FR/NR), Hansruedi Wandfluh (BE/NR) en Bruno Zuppiger (ZH/NR). Zij zijn allen lid van de SVP.

## Zetelverdeling
| Partij                | Nationale Raad | Kantonsraad |
| --------------------- | -------------- | ----------- |
| Zwitserse Volkspartij | 58             | 6           |
| Lega dei Ticinesi     | 1              | -           |
| Totaal                | 59             | 6           |